# Nesciov most
Nesciov most (nizozemsko Nesciobrug) ali Palingbrug (lit. Jeguljast most) je brv za kolesarje in pešce na Nizozemskem. Ta ukrivljen, jeklen viseči most, ki je v Amsterdamu, je prvi viseči most v državi, ki nosi samo kolesarsko stezo in pešpot, s skoraj 800 metri dolžine pa je tudi eden najdaljših kolesarskih in brvi v državi. Poleg tega je to najdaljši enojni viseči most na Nizozemskem.
Most je zasnoval Jim Eyre iz londonskega biroja Wilkinson Eyre Architects v sodelovanju z dvema multinacionalnima inženirskima svetovalnima podjetjema: londonsko skupino ARUP in nizozemsko Grontmij. Zasnova izstopa z uporabo enega samosidranega kabla.
Most je prejel več nagrad, vključno z nagrado IstructE za mostove za pešce leta 2007, medaljo Arthurja G. Haydna leta 2007 z mednarodne konference o mostovih v Pittsburghu in leta 2006 nizozemsko državno nagrado za stavbe iz jekla (Nationale Staalprijs).

## Lokacija
Nesciov most se razteza čez kanal Amsterdam–Ren in povezuje novo stanovanjsko območje IJburg, zgrajeno na umetnih otokih v jezeru IJ, s celino, zelo blizu Amsterdamskega znanstvenega parka, med vzhodnim Amsterdamom in severnim Diemnom. Na strani IJburga se most dotika glinenega nasipa Diemerzeedijk iz 13. stoletja, po katerem je nizozemski pisatelj Nescio pogosto hodil na dolge sprehode, kar je opisal v svojem delu, od tod tudi poimenovanje mostu.

## Projektiranje in gradnja
Ker je kanal Amsterdam–Ren ena najbolj obremenjenih celinskih plovnih poti v Evropi, ki povezuje pristanišče Amsterdam, peto najbolj obremenjeno pristanišče v Evropi, prek reke Ren z zaledjem, je moral most komercialnemu ladijskemu prometu zagotavljati dovolj prostora za neomejen prehod. Da bi dosegli potrebnih 10 m prostora, hkrati pa zagotovili priročno položen naklon za kolesarje, ima most dolge pristope na obeh koncih. Na severnem koncu je bila dolga dostopna klančina vgrajena z dolgim ovinkom na Diemerzeedijk, medtem ko se južni konec konča z obsežno spiralno kolesarsko klančino. Odsek brvi je povezan z obalo s spiralnim stopniščem na obeh koncih.
Glavni razpon je bil zgrajen izven gradbišča kot ena sama jeklena konstrukcija, dolga približno 180 m, ki tehta približno 510 t. Da bi čim manj ovirali živahni ladijski promet po kanalu, so jo dvignili v pol dneva 9. julija 2005. Prerez mostu tekoče prehaja iz globokega trikotnega dela na sredini razpona, kjer je potrebna togost, do plitvega dela, ki se zlije v betonske pristope. Kot stranic jo naredi »prikrito« za pomorski radar, kar spet zagotavlja, da ne ovira komercialnega ladijskega prometa. Poleg tega so bili nameščeni prilagojeni blažilniki mase, ki preprečujejo nihanje mostu, ko ljudje hodijo čez.
Viseči mostovi so razmeroma redki na Nizozemskem, ker na splošno mehka nizozemska tla otežujejo pravilno sidranje glavnih kablov na koncih. Na Nesciovem mostu so to rešili s sidranjem kablov na sam most.